# Messiah
Le Messie
Pour les articles homonymes, voir Messiah (homonymie) et Messie (homonymie).
Cet article possède des paronymes, voir Messiha, Mesía et Mésia.
Le Messie (Messiah, HWV 56) est un oratorio pour chœur, solistes vocaux et orchestre, composé en 1741 par Georg Friedrich Haendel. C'est une de ses œuvres les plus populaires avec les suites orchestrales Water Music (Musique sur l'eau) et Music for the Royal Fireworks (Musique pour les feux d'artifice royaux). Le Messie est désormais considéré comme le chef-d'œuvre du genre oratorio. Son exécution dure environ 2 heures 30 minutes.

## Vue d'ensemble
Le texte se réfère principalement à la résurrection du Christ (Messie) et à la rédemption qu'elle opère : l'œuvre est écrite pour le temps de Pâques et chantée pour la première fois lors de cette fête, le 13 avril 1742 à Dublin,. Cependant, depuis la mort du compositeur, la tradition veut qu'elle soit donnée pendant le temps de l'Avent — les semaines qui précèdent la fête de Noël — plutôt que pendant le temps de Pâques. En fait, ces concerts ne programment souvent que la première section du Messie, concernant l'Annonce de la venue du Christ et sa naissance, ainsi que le chœur de l’Alleluia. Certains ensembles le donnent en entier. L'œuvre est aussi donnée à Pâques, en particulier les parties concernant la résurrection qui sont souvent des pièces entendues au cours d'offices religieux. L'air de la soprano I know that my redeemer liveth (« je sais que mon Rédempteur vit ») est souvent chanté lors de funérailles chrétiennes. Par ailleurs, la tradition veut que les cinquième et sixième mesures de cet air aient servi de base à Londres, à la fin du XVIIIe siècle, à la composition de l'air du carillon de Big Ben (Westminster Quarters).

### Livret
Tous les textes sont tirés de la Bible, Ancien comme Nouveau Testament.
Ils sont extraits des quatorze livres suivants :
- Ancien Testament
  - Zacharie (Za)
  - Malachie (Ml)
  - Les Psaumes (Ps)
  - Livre de Job (Jb)
  - Les Lamentations (Lm)
- Nouveau Testament
  - Évangile selon Matthieu (Mt)
  - Évangile selon Luc (Lc)
  - Évangile selon Jean (Jn)
  - Épître aux Romains (Rm)
  - Première épître aux Corinthiens (1 Co)
  - Épître aux Hébreux (He)
  - Apocalypse (Ap)

## Composition et création
L'oratorio est écrit en 1741 à Londres, sur un livret en anglais de Charles Jennens inspiré de la Bible.
En fait, le compositeur est en état de dépression. Après quasiment 30 ans de succès de ses opéras italiens à Londres, il subit, dans les années 1730, l'effet négatif d'une deuxième compagnie de l'opéra italien. Cette concurrence provoque finalement l'anéantissement des deux compagnies.  C'est Charles Jennens qui cherche la solution. Dans sa lettre datée du 10 juillet 1741 et expédiée à Edward Holdsworth, il explique :

« Haendel dit qu'il ne fera rien l'hiver prochain, mais j'espère pouvoir le persuader de mettre en musique une autre compilation d'écrits que j'ai faite pour lui, et de faire jouer l'œuvre pour son propre bénéfice durant la semaine de la Passion. J'espère qu'il y mettra tout son génie et toute son habilité afin que la composition puisse surpasser toutes ses compositions précédentes, comme le sujet surpasse tous les autres sujets. Le sujet est le Messie. »

La musique pour le Messie est achevée en 24 jours de composition rapide. Ayant reçu le texte de Jennens quelque temps après le 10 juillet 1741, Haendel commence à travailler dessus le 22 août. Ses notes indiquent qu'il a terminé la première partie aux alentours du 28 août, la deuxième partie le 6 septembre et la troisième, le 1er septembre. Après deux jours de correction, le travail est achevé le 14 septembre. L’original de la partition de 259 pages montre des signes de précipitation, tels des taches, des griffures et autres erreurs non corrigées, mais selon le spécialiste de musique Richard Luckett, le nombre d'erreurs est remarquablement faible dans un document de cette longueur. Stefan Zweig explique pourquoi Haendel s'est concentré, si profondément et de manière exceptionnelle, sur la composition de cette œuvre (voir section Dans la littérature). Mais l'oratorio n'est créé que le 13 avril 1742 lors d'un gala de charité au Temple Bar de Dublin.
Haendel met à la disposition de la prédication le ressort dramatique et musical de l'opéra. Bien que considéré comme un « oratorio sacré », le Messie est résolument sorti de l'église, davantage que bien des œuvres créées dans ce genre ; donné sur scène, il épouse toutes les ressources dramatiques et musicales de la scène, à l'exception du jeu des acteurs et des machineries. Ce développement opéré par Haendel lui permet d'atteindre une dimension nouvelle par une large amplification théâtrale, qui laisse libre cours à la volonté de l'ancien auteur d'opéras, de prolonger son succès auprès d'un nouvel auditoire — entreprise entamée dès 1739, avec l'oratorio Saül (Saul). Il faut cependant noter que cette théâtralisation est obtenue par des moyens essentiellement musicaux et que le ressort proprement dramatique est absent du Messie.
En mars 1743, lors de la création britannique du Messie, une cabale de dévots rejette l'œuvre en s'appuyant sur l'idée que la fresque semble grandiloquente à certains, et trop éloignée du recueillement ou du demi-silence qu'exigerait la vraie prière. La guerre des libelles va durer plusieurs mois, portant un tort considérable au succès de l'oratorio. En 1743, Haendel doit limiter à deux représentations les auditions du Messie et n'en donner aucune en 1744. Certes, on sait que le roi lui-même s'est levé lors de la première en entendant l'explosion de joie de l'Alléluia, dans la partition duquel on peut compter que le mot « alleluia » est répété 70 fois et où l'on chante, par exemple, For the Lord God omnipotent reigneth. Ce geste donne ainsi naissance à la tradition britannique (américaine, norvégienne et autres) qui veut que la salle se lève à ce moment lors de chaque exécution en concert. Mais cet enthousiasme instinctif n'a pas suffi à assurer le succès. Pour les Anglais de l'époque, il y a quelque chose de déroutant dans l'œuvre de Haendel : une relative abondance de chœurs (vingt, pour cinquante-deux numéros au total) qui convainc les Irlandais, mais laisse les Britanniques pantois, sans aucune autre référence comparable dans le genre d'oratorios sacrés qu'ils ont entendus jusqu'alors et qui portent la marque de la musique d'outre-Manche, beaucoup plus que de l'inspiration italienne. Une certaine postérité doit aussi attribuer cet échec à l'orchestration qui, à l'origine, ne met en œuvre que les cordes, les trompettes et les timbales — Haendel n'introduit que plus tard les hautbois et les bassons. À Londres, le succès de l'œuvre n'est effectif qu'après 1750. À son tour, Mozart, qui l'entend à Mannheim en 1777, réorchestre la partition (ajoutant hautbois, flûtes, cors et trombones, pour remplacer l'orgue) pour la mettre au goût de son époque, la rapprochant encore un peu plus de l'art profane, et traduit le texte en allemand.
Après l'avoir composée, Haendel est toujours resté attentif à cette œuvre, qu'il dirige de nombreuses fois. En effet, entre 1742 et 1754 le compositeur remanie quasiment toujours ce qu'il a créé, soit pour améliorer la qualité, soit pour adapter la partition aux musiciens disponibles : chaque fois qu'un nouveau concert est organisé, le compositeur révise la partition, adaptant souvent l'œuvre aux circonstances, si bien qu'aucune version ne peut être considérée comme étant plus authentique que les autres. En conséquence, le Messie compte au moins onze versions différentes, ce qui rend difficile le fait de fixer une édition définitive.
En 1859, pour le centenaire de l'œuvre, une exécution à Londres réunit des effectifs colossaux : un chœur de 2750 chanteurs et un orchestre de 460 musiciens ; ce qui fera dire à George Bernard Shaw : « Si j'étais membre de la Chambre des communes, je soumettrais un projet de loi en vertu duquel ce serait un crime capital d'exécuter un oratorio de Handel avec plus de 80 personnes dans le chœur et l'orchestre, soit 48 chanteurs et 32 instrumentistes ».
L'œuvre est divisée en trois parties, compilées depuis l'Ancien Testament et le Nouveau :
1. Ancien et Nouveau Testament (c'est-à-dire, dans ce dernier, les Évangiles) : les prophéties de l'Incarnation du Christ, l'Annonciation et la Nativité.
2. Ancien Testament (les Lamentations du prophète Jérémie, les Psaumes) et Nouveau Testament : la Passion, la Résurrection et l'Ascension du Christ.
3. Nouveau Testament : cette dernière partie, plus courte, se présente comme une réflexion sur le rôle rédempteur du Christ, la vie l'emportant définitivement sur la mort (dans l'optique de saint Paul, largement mis à contribution ici).

L'œuvre est écrite pour orchestre et chœur, avec cinq solistes (soprano, mezzo-soprano, contralto, ténor et basse). Elle comprend une ouverture, une sinfonia pastorale et 51 récitatifs, airs et chœurs.

### Documents audio
Le début de la partition (en forme d'ouverture à la française) :
Les deux premières parties du Messie de Haendel par le chœur du Massachusetts Institute of Technology
Ire partie : 
- Sinfonia
- 1 -« Comfort Ye »
- 2 - « Ev'ry Valley »
- 3 - « And the Glory of the Lord »
- 4 - « Thus saith the Lord »
- 5 - « But who may abide »
- 6 - « And He shall purify »
- 7 - « Behold, a virgin shall conceive »
- 8 & 9 - « O thou that tellest good tidings to Zion »
- 10 - « For behold, darkness shall cover the Earth »
- 11 - « The people that walked in darkness »
- 12 - « For unto us a child is born »
- 13 - Pastoral Sinfony
- 14 - « There were shepherds abiding in the field »
- 14a - « And lo, the Angel of the Lord came upon them »
- 14b - « And the Angel said unto them »
- 14c - « And suddenly there was with the Angel »
- 15 - « Glory to god »
- 16 - « Rejoice greatly »
- 17a - « Then shall the eyes of the blind be opened »
- 18a - « He shall feed his flock »
- 19 - « His yoke is easy »

IIe partie :
- 20 - « Behold the lamb of god »
- 21 - « He was despised »
- 22 - « Surely he hath borne our griefs »
- 23 - « And with his stripes »
- 24 - « All we, like sheep »
- 25 - « All they that see him laugh him to scorn »
- 26 - « He trusted in God »
- 27 - « Thy rebuke hath broken His heart »
- 28 - « Behold and see »
- 29 - « He was cut off »
- 30 - « But Thou didst not leave »
- 31 - « Lift up ye heads, o ye gates »
- 32 - « Unto which of the Angels »
- 33 - « Let all the Angels of God worship Him »
- 34a - « Thou art gone up on high »
- 35 - « The lord gave the word »
- 36 - « How beautiful are the feet »
- 37a - « Their sound is gone out »
- 38 - « Why do the Nations »
- 39 - « Let us break their bonds asunder »
- 40 - « He that dwelleth in heaven »
- 41 - « Thou shalt break them »
- 42 - « Hallelujah »

IIIe partie :
- 43 - « I know that my Redeemer liveth »
- 44 - « Since by man came death »
- 45 - « Behold, I tell you a mystery »
- 46 - « The trumpet shall sound »
- 47 - « Then shall be brought to pass »
- 48 - « O death, where is thy sting »

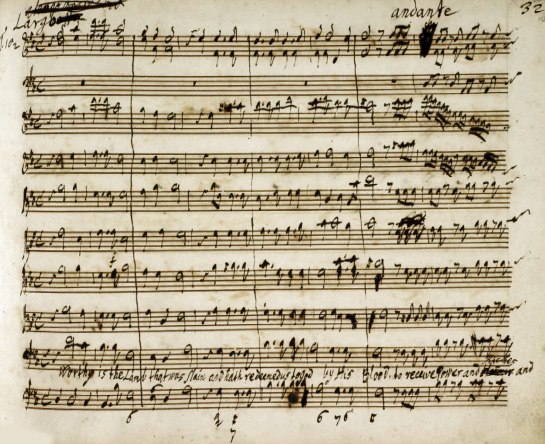
La première page du manuscrit autographe de 51. Worthy is the Lamb.

- 49 - « But thanks be to God »
- 50 - « If God be for us »
- 51 - « Worthy is the Lamb »
- 52 - « Amen »

## Utilisation dans d'autres œuvres
- Dans Le Choix de Sophie de William Styron, Sophie évoque l'air I know that my redeemer liveth de la troisième partie de l’oratorio alors qu’elle raconte au narrateur, Stingo, sa vie en Pologne avant d’immigrer à New York. Elle lui confie qu'entendre ce chant la fait systématiquement pleurer, car il lui rappelle la dispute et les derniers mots brutaux qu’elle a dit à son mari avant que celui-ci ne soit emmené puis fusillé dans le camp de concentration de Sachsenhausen. Ainsi, lui dit-elle : « Elle me fait pleurer à cause de ma culpabilité, mais aussi parce que je sais que mon Rédempteur ne vit pas, que mon corps sera mangé par les vers et que jamais, jamais mes yeux ne reverront Dieu… »
- L'ouverture est utilisée dans la scène finale du film The Killer de John Woo, où l'élégance et la solennité des sonorités baroques créent un fort contraste avec la violence de la scène.
- "Hallelujah" est utilisé dans la série animée Evangelion dans l'épisode 22 "Humain, au moins d'aspect" lors du combat entre l'Eva 02 et l'ange Arael.
- Dans le manga JoJo's Bizarre Adventure, Père Pucci cite "Hallelujah" lorsqu'il en insère un CD dans la tête de Guccio pour l'écouter en célébration de sa victoire[10].
- Dans l’épisode 3 de la quatrième saison de la série télévisée Highlander, "Hallelujah" est utilisée lorsque le personnage de Mickey, passionné de trains, visite pour la première fois de sa vie une gare de triage, la musique soulignant l’état de grâce dans lequel il se trouve en contemplant d’aussi près les engins qu’il aime tant.

## Dans la littérature
- L'histoire de la composition de l'œuvre inspira, en 1927 ou avant, l'écrivain autrichien Stefan Zweig. Dans son ouvrage Les Très Riches Heures de l'humanité, le chapitre III se consacre à cet épisode : La Résurrection de Georges-Frédéric Haendel : 21 août 1741. L'auteur l'interprétait en tant que rétablissement spirituel du compositeur, qui subissait de nombreux échecs.

## Enregistrements
- Colin Davis, London Symphony Orchestra and Chorus, Heather Harper, Helen Watts, John Wakefield, John Shirley-Quirk, 2 CD Philips, 1966
- Karl Richter, Chœurs John Alldis, London Philharmonic Orchestra, Helen Donath, Anna Reynolds, Stuart Burrows, Donald McIntyre, Vinyle 33 T Deutsche Grammophon, 1973 (chœurs et airs)
- Christopher Hogwood, Choir of Christ Church Cathedral, Oxford, The Academy of Ancient Music, avec Judith Nelson, Emma Kirkby, Paul Elliott, David Thomas, "Messiah, A Sacred Oratorio" (Foundling Hospital version 1754) (enreg. : Église de Saint-Jude-on-the-Hill, Hampstead, Londres), 3 LP L'Oiseau Lyre, 1980[11]
- John Eliot Gardiner, Monteverdi Choir, The English Baroque Soloists, avec Margaret Marshall (en), Catherine Robbin (en), Anthony Rolfe Johnson, Robert Hale, Charles Brett, Saul Quirke, Philips, 1982 (extraits)
- Trevor Pinnock, The English Concert, avec Arleen Augér, Anne Sofie von Otter, Michael Chance, Howard Crook, John Tomlinson, 2 CD Archiv Produktion, 1988
- Otto Klemperer, Philharmonia Chorus, Philharmonia Orchestra, avec Elisabeth Schwarzkopf, Grace Hoffman (en), Nicolai Gedda, Jerome Hines, 3 CD EMI, 1990
- Nicholas McGegan, dir, Philharmonia Baroque Orchestra, U.C. Berkeley Chamber Chorus, Philip Brett (en), conductor, Lorraine Hunt, Janet Williams (en), Patricia Spence, Drew Minter, Jeffrey Thomas, 3 CD Harmonia Mundi, 1991
- Neville Marriner, Academy and Chorus of St Martin in the Fields, avec Elly Ameling, Anna Reynolds, Philip Langridge, Gwynne Howell, 2 CD Decca, 1995
- Nikolaus Harnoncourt, Stockholm Kammerkören, Concentus Musicus Wien, avec Elizabeth Gale, Marjana Lipovšek, Werner Hollweg, Roderick Kennedy, 2 CD Teldec, 2000
- Andrew Davis, Toronto Mendelssohn Choir, Toronto Symphony Orchestra, avec Kathleen Battle, Florence Quivar (en), John Aler, Samuel Ramey, EMI, 2001 (extraits)
- Jean-Claude Malgoire, Chœur de chambre de Namur, La Grande Écurie et la Chambre du Roy, Bernarda Fink, Chris De Moor, Hans Peter Graf, Lynne Dawson, Stephen Varcoe (en), Wolfgang Amadeus Mozart (arrangeur), Astrée, 2003
- René Jacobs, The Choir of Clare College, Freiburger Barockorchester, avec Kerstin Avemo (en), Patricia Bardon, Lawrence Zazzo (en), Kobie van Rensburg (en), Neal Davies, 2 CD Harmonia Mundi, 2006
- William Christie, Les Arts florissants, avec Barbara Schlick, Sandrine Piau, Andreas Scholl, Mark Padmore, Nathan Berg (en), 2 CD Harmonia Mundi, 2013
- Emmanuelle Haïm, avec Lucy Crowe (en), Andrew Staples (en), Tim Mead, Christopher Purves (en) et Le Concert d'Astrée, 2 CD Erato, 2014
- Jordi Savall, la Capella Reial de Catalunya / le Concert des Nations, avec Rachel Redmond, Damien Guillon, Nicholas Mulroy, Matthias Winckhler, 2 CD ALIA VOX, 2019
- John Nelson, the English Concert and Choir, avec Lucy Crowe, Alex Potter, Michael Spyres, Matthew Brook, Erato, 2023